# Grundlagenvermessung
Als Grundlagenvermessung wird in der Geodäsie und benachbarten Geowissenschaften die Summe jener Projekte und Operate bezeichnet, welche die Basis der Koordinaten-Bestimmung und der Referenzsysteme bilden. Dazu gehören insbesondere:
1. Die Bestimmung des Referenzellipsoids (Gestalt), dessen Orientierung und Lage im Raum (Lagerung) oder eines Fundamentalpunktes
2. die Messung und Berechnung des Grundlagennetzes (Triangulation, Netz erster Ordnung, GPS-Referenznetz etc.)
  - bei neu angelegten Netzen wird meist statt eines regionalen Fundamentalpunkts ein globales System (z. B. ITRF89) gewählt und die Netzrealisierung und -verdichtung durch GNSS-Messungen (GPS etc.) vorgenommen
3. ein weiträumiges Präzisionsnivellement und die Festlegung eines nationalen Höhensystems (Umrechnung von Schwerepotentialwerten ins Metermaß)
  - bzw. der Anschluss an einen Höhennullpunkt wie z. B. den Amsterdamer Pegel (NAP), den Kronstädter Pegel oder früher in Deutschland der Normalhöhenpunkt 1879 und Normalhöhenpunkt 1912
4. Messung einer oder mehrerer maßstabsbestimmenden Dreiecksseiten (Basislinien); bei GNSS-Messungen nicht erforderlich
5. seit etwa 1950 Bestimmung eines regionales Geoids
6. ein Schweregrundnetz für Aufgaben der Gravimetrie
7. seit etwa 1970/80 der Anschluss an ein übergreifendes, satellitengestütztes Netz nullter Ordnung und die Ableitung von Transformationsparametern zu den Referenzsystemen der benachbarten Staaten.

Die Verantwortung für die Grundlagenoperate liegt in Österreich und der Schweiz beim jeweiligen Bundesvermessungsdienst (BEV bzw. Landestopografie), in Deutschland bei den Bundesländern, die hierbei jedoch eng kooperieren.
International wurden Netzverbünde aufgebaut:
- für Mittel- und Westeuropa
  - ZEN
  - ED50
  - ED79
  - REUN
- für Nordamerika
  - NAD

bzw. mittels der Satellitengeodäsie und auch für die Raumfahrt
- Referenzsysteme
  - ITRS
  - ETRF
  - das Mercury-Datum
  - der IERS für die Erdrotation
- Datendienste
  - IGS
  - IVS
  - interdisziplinär das GGOS-Beobachtungssystem.